# Raheny United Football Club (femminile)
Il Raheny United Football Club, in lingua irlandese Cumann Peile Ráth Éanna Aontaithe, è una società calcistica irlandese con sede a Raheny, quartiere di Dublino.
Fondata nel 1994 grazie alla fusione delle precedenti Raheny Boys e Dunseedy United, è principalmente nota per la sua sezione di calcio femminile che è stata tra le squadre fondatrici della Women's National League, il massimo livello del campionato irlandese femminile di calcio, partecipandovi dal campionato 2011-2012 al 2014-2015, ottenendo in quel periodo due titoli di campione d'Irlanda e due Coppe d'Irlanda di categoria. Nel 2015 la squadra femminile si è fusa con lo Shelbourne Ladies Football Club, con quest'ultima che la andò a rilevare nel campionato di Women's National League.

## Palmarès
- Campionato irlandese: 2

2012-2013, 2013-2014
- Coppa d'Irlanda femminile: 2

2012, 2013

## Risultati nelle competizioni UEFA
| Stagione | Competizione     | Fase                     | Avversario         | Risultato | Risultato | Risultato |
| Stagione | Competizione     | Fase                     | Avversario         | andata    | ritorno   | aggregato |
| -------- | ---------------- | ------------------------ | ------------------ | --------- | --------- | --------- |
| 2013-14  | Champions League | gironi di qualificazione | MTK Hungária       | 2-3       | 2-3       | 2-3       |
| 2013-14  | Champions League |                          | Žytlobud-1 Charkiv | 1-2       | 1-2       | 1-2       |
| 2013-14  | Champions League |                          | Crusaders Strikers | 2-1       | 2-1       | 2-1       |
| 2014-15  | Champions League | gironi di qualificazione | Olimpia Cluj       | 2-1       | 2-1       | 2-1       |
| 2014-15  | Champions League |                          | NSA Sofia          | 2-0       | 2-0       | 2-0       |
| 2014-15  | Champions League |                          | Hibernians         | 2-1       | 2-1       | 2-1       |
| 2014-15  | Champions League | sedicesimi di finale     | Bristol Academy    | 0-4       | 1-2       | 1-6       |

## Organico

### Rosa 2014-2015
| N. |                    | Ruolo | Calciatrice           |
| -- | ------------------ | ----- | --------------------- |
| 1  | Irlanda (bandiera) | P     | Niamh Reid-Burke      |
| 2  | Irlanda (bandiera) | D     | Keeva Keenan          |
| 3  | Irlanda (bandiera) | D     | Niamh Walsh           |
| 4  | Irlanda (bandiera) | A     | Clare Shine           |
| 5  | Irlanda (bandiera) | D     | Shauna Newman         |
| 6  | Irlanda (bandiera) | C     | Pearl Slattery        |
| 7  | Irlanda (bandiera) | A     | Rebecca Creagh (cap.) |
| 8  | Irlanda (bandiera) | C     | Rachel Graham         |
| 9  | Irlanda (bandiera) | A     | Katie McCabe          |
| 10 | Irlanda (bandiera) | A     | Noelle Murray         |
| 11 | Irlanda (bandiera) | C     | Siobhan Killeen       |
| 12 | Irlanda (bandiera) | D     | Sinead O'Farrelly     |

| N. |                    | Ruolo | Calciatrice         |
| -- | ------------------ | ----- | ------------------- |
| 13 | Irlanda (bandiera) | D     | Laura Ryan          |
| 14 | Irlanda (bandiera) | A     | Mary Waldron        |
| 15 | Irlanda (bandiera) | A     | Catherine Cronin    |
| 16 | Irlanda (bandiera) | P     | Bethany Houldsworth |
| 17 | Irlanda (bandiera) | D     | Louise Kearney      |
| 18 | Irlanda (bandiera) | A     | Danielle Sheehy     |
| 19 | Irlanda (bandiera) | D     | Lauren Dwyer        |
| 20 | Irlanda (bandiera) | A     | Leeann Payne        |
| 21 | Irlanda (bandiera) | D     | Clare Conlon        |
| 22 | Islanda (bandiera) | C     | Ingunn Eiriksdottir |
| 23 | Irlanda (bandiera) | D     | Joan Daly           |
| 25 | Irlanda (bandiera) | A     | Megan Lynch         |